# Liste der Baudenkmäler in Scheyern

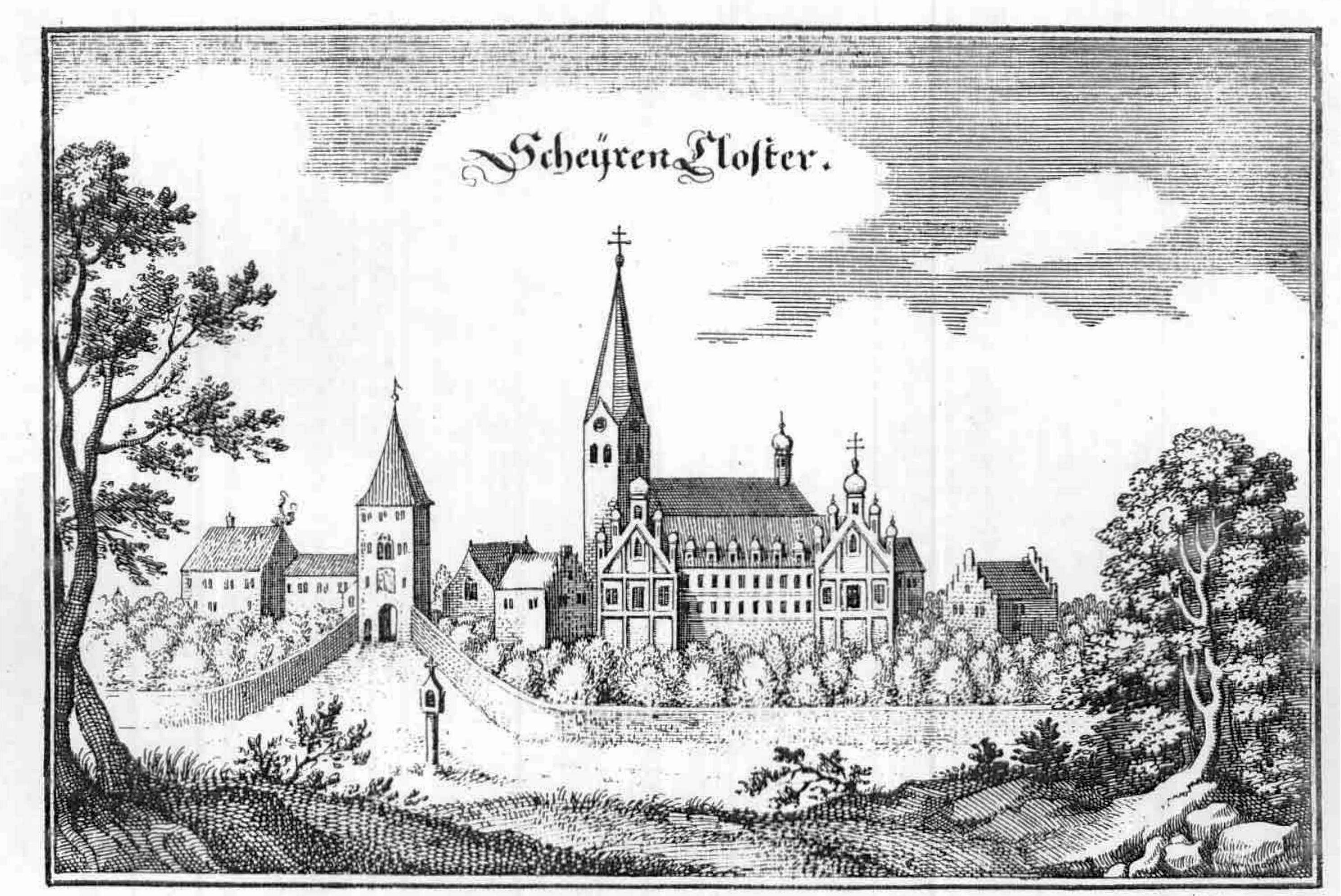
Kloster Scheyern (Stich von Merian)

Auf dieser Seite sind die Baudenkmäler in der oberbayerischen Gemeinde Scheyern zusammengestellt. Diese Tabelle ist eine Teilliste der Liste der Baudenkmäler in Bayern. Grundlage ist die Bayerische Denkmalliste, die auf Basis des Bayerischen Denkmalschutzgesetzes vom 1. Oktober 1973 erstmals erstellt wurde und seither durch das Bayerische Landesamt für Denkmalpflege geführt wird. Die folgenden Angaben ersetzen nicht die rechtsverbindliche Auskunft der Denkmalschutzbehörde.

## Baudenkmäler nach Ortsteilen

### Scheyern
| Lage                                          | Objekt                                                 | Beschreibung | Akten-Nr.     | Bild                                                   |
| --------------------------------------------- | ------------------------------------------------------ | --- | ------------- | ------------------------------------------------------ |
| Hohlweg 2 (Standort)                          | Friedhofskapelle                                       | verputzter Walmdachbau mit kupferbeschlagenem Dachreiter, innen kreuzgratgewölbt, 1. Hälfte 19. Jahrhundert; mit Ausstattung. Jahrhundert | D-1-86-151-2  | weitere Bilder                                         |
| Ludwigstraße 4 (Standort)                     | Wohnhaus                                               | erdgeschossiger, giebelständiger Greddachbau, Mitte 19. Jahrhundert | D-1-86-151-3  | Wohnhaus                                               |
| Marienstraße (Standort)                       | Mariensäule                                            | Kalksteinsäule mit gedrehten Kanneluren auf hohem, mehrstufigem Podest mit Kalksteinfigur der Muttergottes, Ende 19. Jahrhundert | D-1-86-151-6  | weitere Bilder                                         |
| Marienstraße 8 (Standort)                     | Ehemaliges Gasthaus, dann Waldbauernschule (1979–2003) | zweigeschossiger, traufseitiger Steilsatteldachbau, als Taferne des Klosters Scheyern erbaut 1568, im Zusammenhang mit Schulnutzung überformt | D-1-86-151-35 | Ehemaliges Gasthaus, dann Waldbauernschule (1979–2003) |
| Schyrenplatz 1 (Standort)                     | Benediktinerabtei Scheyern                             | 1119 begründet (ursprüngliche Gründung 1077 in Bayrischzell), 1803 säkularisiert, 1838 wiederbegründet. Katholische Pfarr- und Benediktinerabteikirche Mariä Himmelfahrt, dreischiffige Basilika mit zweijochigem Chor mit Apsis und ursprünglich freistehendem Südwestturm mit Blendengliederung und Helm über Dreiecksgiebeln, Mittelschiff und Chor mit Stichkappentonnen, Seitenschiffe mit Kreuzgratgewölben, im Kern romanisch, geweiht 1215, Turm um 1230, Königskapelle (ehemals Sakristei) südlich des Chores und Turmerhöhung um 1440/50, Neue Sakristei nördlich des Chores um 1470/80 mit hochbarocker Ausstattung, 1697, Wölbung der Kirche um 1570, Rosenkranzkapelle nordwestlich des Chores um 1640, spätbarocke Kreuzkapelle westlich des Kreuzgangs 1738/39, Martinikapelle nördlich des Langhauses gleichzeitig, Umgestaltung der Kirche im Stil des Spätrokoko unter Erweiterung des Langhauses nach Westen und Ausbau der nördlichen Kapellen zum sogenannten Frauenschiff 1768/70, Turmhelm von Friedrich von Gärtner, 1837, Romanisierung der Kirche 1876/78 unter nochmaliger Erweiterung nach Westen und Errichtung der Westfassade, Restaurierung im Sinne des Spätrokokozustandes 1923/24; mit Ausstattung; Johanneskirche, Kapitelkirche, östlich an den Kreuzgang anschließend, bis 1253 Grablege der Wittelsbacher, Saalkirche mit dreiseitigem Chorschluss und Strebepfeilern, Saal und Chor mit stuckierter Stichkappentonne, geweiht vor 1191, Ausbau nach Osten und Wölbung um 1550, Stuckierung und Anbau der Seitenkapellen 1623/24; mit Ausstattung; Kreuzgang, südlich an die Basilika anschließend, mit Stichkappentonnen und Kreuzgratgewölben, im Kern spätromanisch, 12./13. Jahrhundert, Ausbau und Wölbung 15./16. Jahrhundert; Konventsgebäude, südlich an Kreuzgang und Johanneskirche anschließend, zweiflügeliger, zwei- bis dreigeschossiger Satteldachbau mit Refektorium und Repräsentationsräumen, nach Norden ausspringende Klosterbibliothek, am Ostgiebel bezeichnet 1594 und 1610; mit Ausstattung; Sogenannte Winterprälatur, südlich an den Turm anschließend, dreigeschossiger, traufseitiger und verputzter Schopfwalmdachbau, im Kern spätmittelalterlich, Umbauten 16.–19. Jahrhundert; mit Ausstattung; Sogenannte Sommerprälatur, südlich an Winterprälatur anschließend und zum Prälatenhof ausgerichtet, viergeschossiger, traufseitiger Gebäudezug mit Satteldach, polygonalem Erkertürmen mit Laternenhauben und Mittelrisalit mit Zwerchhaus, mit Elisabethenkapelle von 1583, im Kern 16./17. Jahrhundert, Aufstockung und Umgestaltung im Stil der Neurenaissance 1886; mit Ausstattung; Satteldachbau, im Kern 1. Drittel 16. Jahrhundert, Umbau 2. Hälfte 19. Jahrhundert; Torhaus und Südostflügel des Prälatenhofes, ehemals Brauerei, zweigeschossiger Walmdachbau mit barocker Volutengiebelfassade und südöstlich angebauter Seminarkapelle, im Kern 1. Drittel 16. Jahrhundert, modern ausgebaut als Seminar, neuromanische Seminarkapelle 1887; Südflügel des Prälatenhofes, ehemals Wirtschaftsgebäude, zweigeschossiger Walmdachbau im Kern 1. Drittel 16. Jahrhundert, modern ausgebaut; Westflügel des Prälatenhofes, ehemals Wirtschaftsgebäude, dreigeschossiger Walmdachbau mit viergeschossigem Mittelteil mit Durchfahrt und Dreiecksgiebel, nach Westen ausspringender Bau des Klostergasthofes, im Kern 1. Drittel 16. Jahrhundert, modern ausgebaut; Klostergarten, nordöstlich, östlich und südöstlich von Kirche und Kloster; Gartenpavillon, zweigeschossiger, verputzter Walmdachbau, 18. Jahrhundert | D-1-86-151-11 | weitere Bilder                                         |
| Prielhof 1 (Standort)                         | Scheyern'sches Klostergut                              | große, geschlossene Vierseitanlage, zweigeschossiger Hauptbau im Osten mit Mansardwalmdach und erdgeschossigen Flügeln mit Satteldächern, nördlich und südlich angeschlossene, zweigeschossige Wirtschaftstrakte mit Walmdächern, am Nordtrakt zwei vorspringende Walmdachbauten, westlich erdgeschossiger Stallbau mit Satteldach, 1758, nördliche Anbauten 2. Hälfte 19. Jahrhundert, Süd- und Nordtrakt 1912/14 erweitert | D-1-86-151-8  | weitere Bilder                                         |
| St 2084 (am östlichen Ortsausgang) (Standort) | Wegkapelle                                             | verputzter Satteldachbau mit kleiner Chorapsis, innen tonnengewölbt, bezeichnet 1894; mit Ausstattung | D-1-86-151-1  | weitere Bilder                                         |

### Euernbach
| Lage                                              | Objekt                                    | Beschreibung | Akten-Nr.     | Bild                 |
| ------------------------------------------------- | ----------------------------------------- | --- | ------------- | -------------------- |
| Edlinger Straße 3 (Standort)                      | Ehemaliges Schloss                        | erdgeschossiger Walmdachbau mit zwei polygonalen Ecktürmen mit verschindelten Zwiebelhauben, nach 1704 | D-1-86-151-14 | weitere Bilder       |
| Pfaffenhofener Straße 13 (Standort)               | Wohnhaus                                  | zweigeschossiger, traufseitiger Greddachbau, mit Lourdesgrotte unter mittigem Dreiecksgiebel sowie Lisenen- und Gesimsgliederung, 1895; Werkstatt, westlich angebaut, erdgeschossiger Satteldachbau, gleichzeitig; Stadel, erdgeschossiger Satteldachbau mit Blendgliederung an den Toren, 1924/25 | D-1-86-151-33 | Wohnhaus             |
| Pfaffenhofener Straße 14 (Standort)               | Katholische Pfarrkirche Mariä Heimsuchung | verputzte Saalkirche mit polygonalem Chorschluss und nördlichem Chorflankenturm mit getrepptem Giebel, Langhaus und Chor mit Netzgewölbe, spätgotisch, um 1430, erweitert um 1500; mit Ausstattung.                                                                                                | D-1-86-151-16 | weitere Bilder       |
| Pfaffenhofener Straße 20 (Standort)               | Ehemaliges Schulhaus                      | zweigeschossiger Walmdachbau mit Gurtgesims, Balkon und polygonalem Eckerker, Jugendstil- und Heimatstilelemente, frühes 20. Jh. | D-1-86-151-34 | Ehemaliges Schulhaus |
| Pfarrgasse 1 (Standort)                           | Pfarrhaus                                 | zweigeschossiger Satteldachbau mit Treppengiebeln und Putzgliederung, Mitte 19. Jahrhundert | D-1-86-151-17 | Pfarrhaus            |
| Binderbreiten (nordwestlich des Ortes) (Standort) | Feldkapelle Sankt Wendelin                | verputzter Satteldachbau mit traufseitigem Zugang, wohl 2. Hälfte 19. Jahrhundert; mit Ausstattung | D-1-86-151-15 | weitere Bilder       |

### Weitere Ortsteile
| Lage                                                                                          | Objekt                                | Beschreibung | Akten-Nr.     | Bild                                  |
| --------------------------------------------------------------------------------------------- | ------------------------------------- | --- | ------------- | ------------------------------------- |
| Blaumosen Mühlet (nordwestlich des Ortes an der Straße von Scheyern nach Plöcking) (Standort) | Kapelle                               | verputzter Satteldachbau mit eingezogener Chorapsis und kupferbeschlagenem Dachreiter mit Spitzhelm, geweiht 1880; mit Ausstattung | D-1-86-151-12 | Kapelle                               |
| Durchschlacht an der Straße (Standort)                                                        | Bildstock                             | gemauerte Säule mit kleinem Satteldach und Bildnische, 19. Jahrhundert                                                             | D-1-86-151-13 | weitere Bilder                        |
| Grub Grub 1 (Standort)                                                                        | Hofkapelle                            | verputzter Satteldachbau mit eingezogener Chorapsis und Dachreiter, 18./19. Jahrhundert                                            | D-1-86-151-20 | Hofkapelle                            |
| Kreutenbach Am Anger 15 (Standort)                                                            | Hofkapelle                            | verputzter Satteldachbau, wohl Mitte 19. Jahrhundert                                                                               | D-1-86-151-22 | Hofkapelle                            |
| Oberschnatterbach Oberschnatterbach 2 1/2 (Standort)                                          | Hausfigur                             | Terrakottabüste des heiligen Johannes Evangelist, 1. Hälfte 16. Jahrhundert                                                        | D-1-86-151-24 | Hausfigur                             |
| Plöcking Plöcking 7 a, 7 b (Standort)                                                         | Ehemaliges Bauernhaus                 | erdgeschossiger, giebelständiger Greddachbau, 18./19. Jahrhundert, erneuert                                                        | D-1-86-151-25 | Ehemaliges Bauernhaus                 |
| Plöcking östlich des Ortes am Waldrand (Standort)                                             | Bildstock                             | gemauert mit vergitterter Bildnische; 18./19. Jahrhundert                                                                          | D-1-86-151-26 | Bildstock                             |
| Schmidhausen in Schmidhausen (Standort)                                                       | Hofkapelle                            | verputzter Satteldachbau mit verschindeltem Dachreiter und Spitzhelm, 19. Jahrhundert; mit Ausstattung                             | D-1-86-151-27 | Hofkapelle                            |
| Vieth Flachfeld (an der Straße von Vieth nach Scheyern) (Standort)                            | Wegkreuz                              | großes Holzkruzifix mit Baldachin, wohl Ende 19. Jahrhundert                                                                       | D-1-86-151-30 | Wegkreuz                              |
| Winden bei Scheyern Winden 3 (Standort)                                                       | Drei Mörtelplastiken des Hl. Wendelin | mit Ross und Rind, um 1880; am Wirtschaftsgebäude                                                                                  | D-1-86-151-31 | Drei Mörtelplastiken des Hl. Wendelin |
| Zell Zell 1 (Standort)                                                                        | Kapelle                               | verputzter Satteldachbau mit dreiseitigem Schluss und Blendengliederung, innen flachgedeckt, 19. Jahrhundert; mit Ausstattung      | D-1-86-151-32 | weitere Bilder                        |

## Ehemalige Baudenkmäler
In diesem Abschnitt sind Objekte aufgeführt, die früher einmal in der Denkmalliste eingetragen waren, jetzt aber nicht mehr. Objekte, die in anderem Zusammenhang also z. B. als Teil eines Baudenkmals weiter eingetragen sind, sollen hier nicht aufgeführt werden. Aktennummern in diesem Abschnitt sind ehemalige, jetzt nicht mehr gültige Aktennummern.

| Lage                                                               | Objekt                    | Beschreibung                                     | Akten-Nr.       | Bild |
| ------------------------------------------------------------------ | ------------------------- | ------------------------------------------------ | --------------- | --- |
| Euernbach Binderbreiten (an der Straße nach Gerolsbach) (Standort) | Wegkreuz                  | mit gemauerter Einfriedung, Ende 19. Jahrhundert | D-1-86-151-18   | [[Vorlage:Bilderwunsch/code!/C:48.51006,11.40265!/D:Binderbreiten (an der Straße nach Gerolsbach), Wegkreuz!/\|BW]] |
| Schmidhausen Haus Nr. 3 ()                                         | Mörtelplastik Hl. Florian | um 1870/85; an der Nordseite                     | D-1-86-151-28 ? | |

## Abgegangene Baudenkmäler
In diesem Abschnitt sind Objekte aufgeführt, die früher einmal in der Denkmalliste eingetragen waren, jetzt aber nicht mehr existieren, z. B. weil sie abgebrochen wurden. Aktennummern in diesem Abschnitt sind ehemalige, jetzt nicht mehr gültige Aktennummern.

| Lage                             | Objekt                     | Beschreibung                                                                                                   | Akten-Nr.       | Bild |
| -------------------------------- | -------------------------- | --- | --------------- | ---- |
| Scheyern Marienstraße 1 ()       | Bauernhaus                 | stattlicher Bau mit Satteldach und barockem Portal, 18. Jahrhundert                                            | D-1-86-151-4 ?  |      |
| Scheyern Plöckinger Straße 27 () | Kleiner Hakenhof           | Wohnteil erdgeschossig mit Putzbandgliederung, Wirtschaftsteil mit „Froschmaul“-Tor, 2. Hälfte 19. Jahrhundert | D-1-86-151-7 ?  |      |
| Scheyern Scherrerweg 1 ()        | Ehemaliges Kleinbauernhaus | mit Greddach und giebelseitigem Vorbau, 1. Hälfte 19. Jahrhundert                                              | D-1-86-151-9 ?  |      |
| Scheyern Scherrerweg 5 ()        | Ehemaliges Bauernhaus      | mit einseitig abgewalmtem Satteldach und originell bemalten Blindfenstern, Mitte 19. Jahrhundert               | D-1-86-151-10 ? |      |
| Günthal Haus Nr. 1 ()            | Taubenhaus                 | Zugehöriges Taubenhaus, 19. Jahrhundert                                                                        | D-1-86-151-19 ? |      |